# Fortschrittlicher Schweizer Fussball-Verband
Der Fortschrittliche Schweizer Fussball-Verband (FSFV), heute auch Alternative Liga Zürich genannt, ist ein Fussballverband, der 1977 in linken Zürcher Kreisen gegründet wurde, um sich dem kommerziellen Schweizer Fussball zu entziehen. Nicht der Sieg stand primär im Vordergrund, sondern die Schönheit des Fussballs wurde postuliert. Man sprach von „linkem“ Fussball und bezog sich ideell dabei auf den damals argentinischen Nationaltrainer César Luis Menotti als Vertreter dieses Typs Fussballs.
Von den Anfangsidealen hat man sich mittlerweile aber weitestgehend verabschiedet. Es bleibt der nicht-kommerzielle Charakter des Unternehmens.

## Anfangsideale und Gegenwart
In einer Anfangszeit wurde ohne Schiedsrichter und geschlechtergemischt gespielt. Schon bald aber verabschiedete man sich von diesem Konzept und der Verband wurde 1989 grundlegend reformiert. Von den Anfangsidealen hat man sich zunehmend verabschiedet, getrennte Männer- und Frauenmannschaften geschaffen und Turnierspiele eingeführt, wo der Erfolg im Vordergrund steht. Die Achtung und Respekt vor den anderen wird aber weiterhin grossgeschrieben, so dass fehlbares Verhalten gar zum Ausschluss aus dem Verband führen kann.

## Heutige Regeln
Grundsätzlich gelten die FIFA-Regeln des Fussballs mit einigen Vorbehalten, so kommt z. B. bei Punktegleichheit in einer Eliminationsrunde nie das Los zum Einsatz, sondern es findet in letzter Instanz ein Entscheidungsspiel statt.
Linienrichter stellen die Mannschaften an Spieltagen jeweils selbst. Schiedsrichter an sich gibt es nicht, die Entscheidungen und Strafen werden unter den Spielenden ausgemacht. Stellt eine Mannschaft dies nicht zur Verfügung, so werden ihr Punkte abgezogen.

## Ligen und Mannschaften
Die Alternative Liga Zürich ist in drei voneinander unabhängige Ligen gegliedert, die Frauenliga oder Liga, die Männerliga  und die Ehrenliga.
In der Männerliga sind 24 Mannschaften organisiert, die in 4 Gruppen A bis D spielen. Erfolgreichste Mannschaft ist der Dynamo Röntgen, die seit 1989 viermal den Meistertitel errungen hat.
Die Frauenliga wird seit 1999 geführt und weist elle real als die erfolgreichste Mannschaft mit bisherigen 3 Meistertiteln aus.
In der Ehrenliga spielen sieben Mannschaften mit, wobei ZSK Aussersihl die bislang erfolgreichste Mannschaft mit drei Meistertiteln seit 2000 ist.

## Organisation und Finanzierung
Der FSFV wird von einem 14-köpfigen Zentralkomitee geleitet, in dem Spieler aus den Teilnehmermannschaften sitzen. Ferner gibt es einen Präsidenten und Kontakte für die verschiedenen Ligen und allgemeinen Auskünfte.
Der Verband wird durch Teilnahmegebühren finanziert, die in ihrer Höhe vom Zentralkomitee beschlossen werden.

## Filmdokumentationen
- Ein Tor für die Revolution, Schweiz 2004, Regie: Christoph Kohler